# Kim Wan-ki
Kim Wan-ki (kor. 김완기; * 8. Juli 1968 in Seoul) ist ein ehemaliger südkoreanischer Marathonläufer.
1990 gewann er den Dong-A-Marathon und 1991 den Chuncheon-Marathon und stellte mit 2:11:34 h und 2:11:02 h jeweils einen nationalen Rekord auf. 1992 qualifizierte er sich als Zweiter des Dong-A-Marathons für die Olympischen Spiele in Barcelona, bei denen er auf dem 28. Platz einlief. Im Herbst wurde er Dritter beim New-York-City-Marathon. 
1993 gewann Kim Wan-ki die Silbermedaille bei der Universiade in Buffalo. Im gleichen Jahr siegte er erneut beim Dong-A-Marathon, 1994 stellte er als Zweiter beim selben Rennen mit 2:08:34 h seinen dritten Landesrekord auf. 1995 wurde er Zwölfter beim Boston-Marathon und Dritter in Chuncheon. 1996 wurde er nach einem vierten Platz beim Dong-A-Marathon für die Olympischen Spiele in Atlanta nominiert, erreichte dort jedoch nicht das Ziel.